# Antônio Hohlfeldt
Antônio Carlos Hohlfeldt (Porto Alegre, 22 de dezembro de 1948) é um jornalista, escritor, professor universitário e político brasileiro filiado ao PMDB.
Foi vereador na capital gaúcha por quase vinte anos e vice-governador do Rio Grande do Sul durante o mandato de Germano Rigotto. Atualmente é professor na Faculdade de Comunicação Social da Pontifícia Universidade Católica do Rio Grande do Sul.

## Carreiras acadêmica, cultural e jornalística
Descendente de alemães, Antônio Hohlfeldt é formado em Letras pela Universidade Federal do Rio Grande do Sul (UFRGS), com mestrado e doutorado em Literatura pela Pontifícia Universidade Católica do Rio Grande do Sul (PUCRS). Autor de treze livros de ficção infanto-juvenil, escreveu também quinze obras de ensaio e é ativo no mundo acadêmico. Foi professor nas universidades gaúchas Universidade do Vale do Rio dos Sinos e Universidade Luterana do Brasil, e atualmente encontra-se vinculado a PUCRS. Docente no curso básico e no mestrado em Comunicação Social, foi também coordenador do programa de Pós-Graduação em Comunicação Social na Faculdade de Comunicação Social (Famecos) da PUCRS de 1999 até 2002.
Durante dezessete anos foi jornalista do Correio do Povo, e integrou a equipe do Diário do Sul, sempre na área de jornalismo cultural. Atualmente, é o único crítico teatral em atividade na capital gaúcha, mantendo sua coluna semanal no Jornal do Comércio, às sextas-feiras.
Ainda na área cultural foi assessor da Secretaria Municipal de Cultura de Porto Alegre (1972), assessor da Secretaria de Estado da Cultura, Desporto e Turismo do Rio Grande do Sul (1978-1981) - tendo trabalhado na Secção da Rádio Canadá Internacional (1974) -, assessor de imprensa da Fundação Sinfônica de Porto Alegre e do Instituto Goethe (1976).
Em 2007, foi eleito patrono da 53ª Feira do Livro de Porto Alegre.

## Carreira política
Em 1982 foi o primeiro membro do Partido dos Trabalhadores a se eleger para cargo público no Rio Grande do Sul. Tomou posse como vereador em 8 de abril de 1983. Seria reconduzido à Câmara dos Vereadores de Porto Alegre por cinco vezes, apenas abandonando o cargo ao ser eleito vice-governador, no final de 2002.
No início dos anos 1990, deixou o PT por discordar da política da administração petista na capital gaúcha e filiou-se ao PSDB. Neste partido, exerceu a presidência estadual entre 1998 e 1999 e, em 2000, foi presidente no estado do Instituto Teotônio Vilela. Em 2002 foi indicado pelo partido para compor a chapa à eleição estadual juntamente com Germano Rigotto.
A chapa PMDB/PSDB apresentava números discretos nas primeiras pesquisas de intenção de voto, mas ao longo do primeiro turno conseguiu arregimentar apoios de diversos partidos e tornou-se a candidatura antipetista por excelência. O PT, então no governo do estado com Olívio Dutra, havia indicado Tarso Genro e, até então, seu principal oponente era Antônio Britto, ex-governador pelo PMDB e então no PPS. A dobradinha Rigotto/Hohlfeldt atraiu boa parte das intenções de voto em Britto, que tinha uma grande rejeição, e foi para o segundo turno com Tarso. Angariando o apoio formal de partidos de centro-direita e mesmo de esquerda, como o PDT, Rigotto e Hohlfeldt foram eleitos no segundo turno e empossados no dia 1º de janeiro de 2003.
Prevendo a possibilidade de Rigotto se lançar candidato à presidente, o vice-governador, em setembro de 2005, filiou-se ao PMDB, irritando seu antigo partido, o PSDB, e abalando a coligação que governava o estado. Quando Rigotto se licenciou para concorrer a vaga de candidato do PMDB à presidente, Hohlfeldt assumiu o cargo até que Rigotto, derrotado por Anthony Garotinho nas prévias informais do partido, reassumisse.
Em março de 2018, tornou-se presidente da Fundação Theatro São Pedro.